# Резолюция Генеральной Ассамблеи ООН 68/262
Резолю́ция Генера́льной Ассамбле́и ООН A/RES/68/262 о территориа́льной це́лостности Украи́ны — документ, принятый 27 марта 2014 года в результате открытого голосования на 80-м пленарном заседании 68-й сессии Генеральной Ассамблеи ООН. Согласно резолюции, ГА ООН подтверждает суверенитет и территориальную целостность Украины в её международно признанных границах и не признаёт законности какого бы то ни было изменения статуса Автономной Республики Крым и статуса города Севастополя, основывающегося на результатах незаконного общекрымского референдума, состоявшегося 16 марта 2014 года, поскольку этот референдум, согласно данной резолюции, не имеет законной силы.
Из 193 стран-членов ООН 100 высказались «за», 11 — «против», 58 стран «воздержались» и 24 страны не голосовали.

## Предыстория
28 февраля 2014 года состоялось первое заседание Совета Безопасности ООН (СБ ООН) о ситуации в Крыму, на котором СБ выразил поддержку территориальной целостности Украины, призвал все стороны к политическому диалогу и напомнил о необходимости выполнения международных договоров, в том числе Будапештского меморандума. Заседание было закрытым, официального решения по итогам этого заседания принято не было, а вместо стенографического отчёта было опубликовано лишь коммюнике, в котором официально было констатировано только то, что СБ ООН заслушал выступление Помощника Генерального секретаря ООН по политическим вопросам Оскара Фернандеса-Таранко, а также выступление представителя Украины. В дальнейшем СБ ООН регулярно рассматривал вопрос в открытом режиме, с 1 по 19 марта СБ шесть раз собирался по этому вопросу, при этом официальных решений принято не было, единственная попытка принятия резолюции СБ ООН о непризнании крымского референдума была предпринята 15 марта, но заблокирована Россией (см. ниже).
1 марта состоялся телефонный разговор президента Путина с генеральным секретарём ООН Пан Ги Муном. Стороны пришли к выводу о недопустимости эскалации конфликта на территории Украины. Пан Ги Мун призвал президента РФ вступить в прямой диалог с новыми властями Украины. 4 марта первый заместитель генерального секретаря ООН Ян Элиассон встретился в Киеве с Александром Турчиновым и Арсением Яценюком. Как сообщили в пресс-службе ООН, на переговорах была подчёркнута важность мирного урегулирования кризиса и необходимость соблюдения прав всех жителей страны. По указанию Элиассона в Крым отправился спецпредставитель генсекретаря ООН Роберт Серри, который был задержан вооруженными людьми без опознавательных знаков и отправлен обратно в аэропорт.
На заседании 15 марта 2014 года на голосование Совета Безопасности был поставлен проект резолюции о ситуации в Крыму. Проектом предполагалось, что СБ «подтверждает приверженность суверенитету, независимости, единству и территориальной целостности Украины в пределах её международно признанных границ» и, отмечая, что Украина не санкционировала проведение референдума о статусе Крыма, «заявляет, что этот референдум не может иметь юридической силы и не может служить основой для любого изменения статуса Крыма», а также «призывает все государства, международные организации и специализированные учреждения» воздерживаться от любых действий или контактов, прямо или косвенно признающих таковые. За принятие резолюции проголосовало 13 членов СБ (Австралия, Аргентина, Великобритания, Иордания, Литва, Люксембург, Нигерия, Республика Корея, Руанда, США, Франция, Чад, Чили). Китай воздержался, а Россия наложила вето на документ. После этого украинские и западные дипломаты заявили о возможности голосования по крымскому вопросу в Генеральной Ассамблее. Соответствующий проект резолюции был подготовлен 24 марта. Авторами документа выступили делегации Германии, Канады, Коста-Рики, Литвы, Польши и Украины. Ещё 41 страна поддержала проект в качестве спонсоров.

## Резолюция
Резолютивная часть документа состоит из шести пунктов. В ней Генеральная Ассамблея подтверждает свою приверженность суверенитету, политической независимости, единству и территориальной целостности Украины «в её международно признанных границах», призывает все государства отказаться и воздерживаться от действий, направленных на частичное или полное нарушение национального единства и территориальной целостности Украины, заявляет о незаконности крымского референдума и призывает все государства, международные организации и специализированные учреждения не признавать изменения статуса АР Крым и города Севастополя на основе прошедшего 16 марта референдума и воздерживаться от любых действий, которые можно было бы истолковать как такое признание.

## Голосование

### «За»
«За» соответствующую резолюцию проголосовали 100 стран — членов ООН, включая авторов постановления:
Австралия, Австрия, Азербайджан, Албания, Андорра, Багамские Острова, Барбадос, Бахрейн, Бельгия, Бенин, Болгария, Бутан, Великобритания, Венгрия, Гаити, Гватемала, Гвинея, Германия, Гондурас, Греция, Грузия, Дания, Демократическая Республика Конго, Доминиканская Республика, Индонезия, Иордания, Ирландия, Исландия, Испания, Италия, Кабо-Верде, Камерун, Канада, Катар, Кипр, Кирибати, Колумбия, Коста-Рика, Кувейт, Латвия, Либерия, Ливия, Литва, Лихтенштейн, Люксембург, Маврикий, Мадагаскар, Македония, Малави, Малайзия, Мальдивы, Мальта, Маршалловы острова, Мексика, Микронезия, Молдавия, Монако, Нигер, Нигерия, Нидерланды, Новая Зеландия, Норвегия, Палау, Панама, Папуа-Новая Гвинея, Перу, Польша, Португалия, Румыния, Самоа, Сан-Марино, Саудовская Аравия, Сейшельские острова, Соединённые Штаты Америки, Сьерра-Леоне, Сингапур, Словакия, Словения, Соломоновы Острова, Сомали, Таиланд, Того, Тринидад и Тобаго, Тунис, Турция, Украина, Филиппины, Финляндия, Франция, Хорватия, Центральноафриканская Республика, Чад, Черногория, Чехия, Чили, Швейцария, Швеция, Эстония, Южная Корея, Япония.

### «Против»
«Против» проголосовали 11 стран:
Армения, Белоруссия, Боливия, Венесуэла, Зимбабве, КНДР, Куба, Никарагуа, Россия, Сирия, Судан.

### Воздержались
58 стран воздержались при голосовании:
Алжир, Ангола, Антигуа и Барбуда, Аргентина, Афганистан, Бангладеш, Ботсвана, Бразилия, Бруней, Буркина Фасо, Бурунди, Вьетнам, Габон, Гамбия, Гайана, Джибути, Доминика, Египет, Замбия, Индия, Ирак, Казахстан, Камбоджа, Кения, Китай, Коморские острова, Лесото, Мали, Мавритания, Монголия, Мозамбик, Мьянма, Намибия, Науру, Непал, Пакистан, Парагвай, Руанда, Сальвадор, Сан-Томе и Принсипи, Свазиленд, Сенегал, Сент-Винсент и Гренадины, Сент-Китс и Невис, Сент-Люсия, Суринам, Танзания, Уганда, Уругвай, Узбекистан, Фиджи, Шри-Ланка, Эквадор, Эритрея, Эфиопия, Южно-Африканская Республика, Южный Судан, Ямайка.

### Не участвовали в голосовании
24 страны — члены ООН в голосовании не участвовали:
Белиз, Босния и Герцеговина, Республика Конго, Кот-д’Ивуар, Экваториальная Гвинея, Гана, Гренада, Гвинея-Бисау, Иран, Израиль, Кыргызстан, Лаос, Ливан, Марокко, Оман, Сербия, Таджикистан, Восточный Тимор, Тонга, Туркменистан, Тувалу, Объединённые Арабские Эмираты, Вануату, Йемен.

## Значение
В отличие от решений, принимаемых в Совете Безопасности, резолюции Генеральной Ассамблеи ООН не являются юридически обязательными для государств и имеют рекомендательный характер, вместе с тем объявленный в резолюции призыв не признавать изменения статуса Крыма в основном был поддержан на международном уровне; принадлежность Крыма Российской Федерации на январь 2015 года была признана очень немногими странами. Резолюция нашла своё отражение в деятельности ряда органов ООН, в частности ЮНЕСКО, УВКПЧ и Международной организацией гражданской авиации (ИКАО).